# گاوچنگ، شیچوان
گاوچنگ، شیچوان (به لاتین: Gaocheng) یک شهرک در جمهوری خلق چین است که در لیتانگ واقع شده‌است. گاوچنگ ۴۷٬۵۰۰ نفر جمعیت دارد و ۴٬۰۱۴ متر بالاتر از سطح دریا واقع شده‌است.